# Wöhrener Siek
Das Wöhrener Siek ist ein Naturschutzgebiet in der Stadt Bad Oeynhausen. Es ist rund 17,5 ha groß und wird unter der Bezeichnung MI-055 geführt. 
Das Gebiet liegt nördlich des Ortsteiles Eidinghausen am Südhang des Wiehengebirges.
Das Wöhrener Siek ist ein besonders vielfältig strukturiertes Sieksystem im Kreis Minden-Lübbecke. Die Unterschutzstellung soll zur Erhaltung und Wiederherstellung dieses Biotopkomplexes dienen. Das Biotop ist mit seinen Fließgewässern, Seggenrieden, Feuchtwiesen und Feuchtbrachen ein Refugium für seltene und bedrohte Tier- und Pflanzenarten. Außerdem soll das landschaftlich außerordentlich reizvolle Bachtal mit der geomorphologischen Talform geschützt werden.